# Стрілець Федір Михайлович
Федір Михайлович Стрілець (1 жовтня 1910 — 30 червня 1944) — Герой Радянського Союзу (1945, посмертно).

## Життєпис
Народився в селі Наумівка (нині в межах Корюківського р-ну Чернігівської обл.) у селянській родині. Українець. Працював лісорубом у лісництві.
В 1932-33 роках проходив службу в лавах РСЧА. Відслуживши у Червоній Армії, одружився, переїхав до Гомеля. Народилося троє дітей.
У 1943 році повторно мобілізований. З того ж року і на фронті німецько-радянської війни.
24-30 червня 1944 року, стрілець 1090-го стрілецького полку (323-я стрілецька дивізія, 3-а армія, 1-й Білоруський фронт) рядовий Ф.Стрілець, беручи участь у боях за село Велике Лядо (Рогачовський р-н Гомельської обл.) і села Залитвинне (Кіровський р-н Могильовська обл.), вогнем з кулемета відбив декілька контратак противника, нанісши йому значних втрат у живій силі. Загинув у бою 30 червня 1944 року.

## Нагороди та вшанування пам'яті
24 березня 1945 року Федору Михайловичу Стрільцю посмертно присвоєно звання Героя Радянського Союзу.
Ім'ям Федора Стрільця була названа одна з вулиць у Чернігові та в селі Наумівка.